# Juan II de Brabante
Juan II de Brabante, llamado el Pacífico (27 de septiembre de 1275-Tervuren, 27 de octubre de 1312), duque de Brabante y de Limburgo de 1294 a su muerte, fue hijo de Juan I, duque de Brabante y de Limburgo, y de Margarita de Flandes. 
En 1290 se casó en la abadía de Westminster con Margarita de Inglaterra, hija de Eduardo I de Inglaterra y de Leonor de Castilla. Este concierto matrimonial se inscribía en un conjunto de alianzas ideado por Eduardo para disponer de apoyos en su enfrentamiento con el rey de Francia, Felipe IV el Hermoso.
La participación de Juan, duque desde 1294, en la liga contra Francia encabezada por Eduardo, con Guido de Dampierre, conde de Flandes y otros señores fue, sin embargo, sumamente dubitativa, y en 1300 la alianza quedó disuelta por las vacilaciones de sus componentes antes de lanzar el ataque. Desde el primer momento hubo de hacer frente además a revueltas internas y tumultos en las ciudades, promovidos por los grupos burgueses enriquecidos con la industria y el comercio pañero, que reclamaban acabar con los privilegios del patriciado urbano. Amberes, Malinas, Bolduque, Lovaina y por último Bruselas en 1306 se amotinaron sucesivamente y momentáneamente lograron expulsar de ellas a los patricios. 
Sometidas las ciudades se desencadenó una ola de persecuciones contra los judíos, protegidos por el duque que percibía sus impuestos.
Agobiado por las deudas y gravemente enfermo del mal de piedra, en 1312 convocó en Kortenberg a la nobleza y los representantes de las ciudades, en las que persistían las muestras de descontento. El resultado de la reunión fue la aprobación de la Carta de Kortenberg que limitaba la imposición de nuevas cargas fiscales, establecía mecanismos de control de la justicia y reconocía a las ciudades sus privilegios y derecho consuetudinario,  además de crear un consejo en el que estarían presentes miembros de la nobleza y del pueblo.
Murió el 27 de octubre de 1312, al mes de firmar la Carta, dejando como heredero a un hijo único varón de poco más de doce años, Juan III.